# Aalto-2
Aalto-2 è stato il primo satellite della Finlandia.
Il satellite, del tipo CubeSat, è stato realizzato dagli studenti dell'Università Aalto insieme al satellite Aalto-1, lanciato successivamente perché più complesso. Il lancio di Aalto-2 è stato effettuato lanciato il 18 aprile 2017 da Cape Canaveral con un razzo vettore Atlas V; il satellite è stato sistemato sul veicolo spaziale Cygnus e trasferito alla Stazione spaziale internazionale, da cui è stato posto in orbita bassa il 25 maggio 2017. Il satellite aveva a bordo un'unità scientifica per l'effettuazione di misurazioni nella termosfera, realizzata dall'Università di Oslo. Quattro giorni dopo l'inserimento in orbita, sono apparsi disturbi nel segnale del satellite, quindi le comunicazioni si sono interrotte definitivamente.